# シュトラールズント攻囲戦 (1711年)
シュトラールズント攻囲戦（独: Belagerung von Stralsund）は、大北方戦争中の1711年9月7日から1712年9月26日までロシア、デンマークとザクセンの連合軍がスウェーデン領ポメラニアのシュトラールズントで展開した攻城戦である。マグヌス・ステンボック伯爵大将率いるスウェーデン軍が上陸に成功すると、連合軍は町の封鎖を解除し、戦いを終結させた。
シュトラールズントに対する1回目の攻囲戦は1711年9月7日から1712年1月7日まで、2回目の攻囲戦は1712年5月から9月26日まで実施されている。

## 参加兵力
三十年戦争以降、スウェーデンに属していたシュトラールズント要塞は、クラース・エーケブラー少将指揮下の9,000名が守っていた。
1710年から、反スウェーデン同盟に改めて加盟していたデンマーク国王フレゼリク4世は、20,000名の軍を率いてホルシュタインからシュトラールズントへ向かう。そしてアレクサンドル・メーンシコフ将軍率いるロシア＝ザクセン連合軍20,000名とともに、同市に対する攻囲戦を開始したのである。

## 前史
ロシアの勝利に鼓舞され、デンマークは20,000名の軍団を招集した。その構成は歩兵27個大隊並びに騎兵59個中隊であり、デルメンホルストに集結した。1711年7月25日、フレゼリク4世は自ら宿営地に入る。招集の費用を賄うため、彼はデルメンホルストの町を担保としてハノーファー選帝侯領に譲渡した。ザクセンとロシアの派遣軍は合流してプロイセンの領土を通過し、シュトラールズントへ進軍する。プロイセンはスウェーデン領ポメラニアに対する利害関係により、この行軍を阻害しなかった。
デンマーク軍が出発したのは、1711年8月のことである。そしてメルンとガーデブッシュを経由し、ヴィスマールへ向かった。同地の要塞はスウェーデンのマーティン・シュルツ・フォン・アシェラーデン少将が守っていた。その包囲と攻撃のため、フレゼリク4世はハンス・クリストフ・フォン・シューネフェルト中将に約5,000名の兵を与えて分派する。そして主力はロストックを通り、フォアポンメルンに向かった。一方、スウェーデン軍はダムガルテンで戦いに敗れ、シュトラールズントへ押し戻される。
フォアポンメルンの住民のほとんどは、シュトラールズントやシュテッティーンの要塞へ退避した。また、リューゲン島も住民の避難地として利用された。ロシア軍とザクセン軍の進撃を受け、アンクラムとグライフスヴァルトは自発的に連合軍へ降る。1711年9月7日、メーンシコフ将軍指揮下の軍はシュトラールズント近郊に到達した。その翌日、デンマーク軍も戦場に到着した。

## 第一次攻囲戦（1711年9月7日-1712年1月7日）
デンマーク軍はケーディンクスハウゼンとクニ―パー門の間に、ザクセン軍はランゲンドルフとリューダースハーゲンの間に展開する。ロシア軍の陣営はリューダースハーゲンからアンダースホーフにかけて、フランケン門の前面に広がっていた。内部の不一致により、連合軍には攻城砲が無かった。またロシア軍の装備は非常に乏しく、食料やテントが不足していた。兵士たちは攻囲戦が始まると、塹壕を掘削する。また劣悪な補給状況により、ロシア軍の陣営では急速に病気が蔓延し、最初の数か月間で多数のロシア兵の命を奪った。このため、ロシア軍から要塞に攻撃を敢行することは不可能であった。またザクセン軍も、ほとんど行動を取らなかった。デンマーク軍は繰り返し要塞施設に攻撃をしかけたが、そのたびに撃退される。
スウェーデンでは新しい部隊が招集され、1711年12月に戦列艦24隻とフリゲート艦4隻に分乗し、リューゲン島へ到着した。上陸したこれらの部隊は、要塞への増援に役立った。さらにシュトラールズントの食糧庫が補充を受ける。今や、備蓄は1712年の夏までもつようになった。フレゼリク4世はこの増援と補給の到着を聞くと、自軍を率いてメクレンブルクへ撤退した。同軍は攻囲戦の間に、1/3を病気によって失っていたのである。そしてヴィスマールを降伏に追い込もうと試みたが、そこの要塞も1712年1月、海から2,000名の増援と食糧、弾薬の補給を受けていた。1712年2月の初頭、デンマーク軍はホルシュタインへ撤退する。
1712年1月7日、大砲と輸送船の不足によってロシア軍とザクセン軍も攻囲戦を中断すると、グライフスヴァルト近郊で防備を固めた。ザクセン軍の指揮権は、ロシアのルートヴィヒ・ニコラウス・フォン・ハラート中将に委譲される。
第一次攻囲戦が失敗した後の1712年3月、歩兵4個大隊、攻城砲18門と数ダースの野砲が攻囲軍を増援するべく、ザクセンからスウェーデン領ポメラニアへ送られた。連合軍の作戦では、ザクセン軍とロシア軍がシュトラールズント並びにリューゲン島を攻略する一方、デンマークはシュターデとヴィスマールを占領することになっていた。しかし、シュトラールズント攻囲戦の再開は遅延する。スウェーデン軍が牽制のための攻撃を敢行し、ダムガルテン近郊で戦いを挑んできたからである。同軍はシュトラールズントに撤収したが、デンマーク軍が6月に入ってからヴィスマールの攻囲を開始すると、攻撃計画は再び遅延した。また攻城砲も、まず配置に就ける必要があった。

## 第二次攻囲戦（1712年5月-1712年9月26日）
1712年9月初頭、シュトラールズントに対する2回目の攻囲戦が始まった。しかし、この攻囲も弾薬と、要塞に著しい損害を与え得る大砲の不足によって短期間で中断を余儀なくされる。ザクセン軍とロシア軍は、再びグライフスヴァルトに撤退した。
1712年9月末、歩兵6,391名と騎兵4,800名を擁するステンボック元帥指揮下のスウェーデン軍が、シュトラールズント近郊に上陸した。しかし、彼のための食糧と弾薬はリューゲン沖の海戦でスウェーデンの輸送艦隊が壊滅した時、デンマーク海軍に鹵獲される。その後、ステンボックは連合軍に対峙するべく、16,000名を数える指揮下の軍団をダムガルテンに集結させた。ロシア軍とザクセン軍は戦力をレックニッツ川に集中させ、デンマーク軍の合流を待つ。メーンシコフ将軍は、その上でスウェーデン軍に攻撃をしかけたかったのである。12月中旬、連合軍はデンマーク軍との合流を早めるべくシュヴェリーンへ前進した。この合流をなんとしても阻止したかったステンボック元帥は、指揮下の軍とともに同じくシュヴェリーンへと転じる。そしてシュヴェリーン湖を迂回し、1712年12月20日、ガーデブッシュの戦いでデンマーク軍を破った。急ぎ救援に向かったヤーコプ・フォン・フレミンク伯爵大将指揮下のザクセン騎兵にも、もはやデンマーク軍を助けることは叶わず、シュレースヴィヒ公領の方角へ退却を強いられる。ロシア軍とザクセン軍は、急いでデンマーク軍の後を追った。

## 攻囲戦の影響
2回の攻囲戦はシュトラールズントに大きな損害を与えず、町はリューゲン島から補給を受けることが可能であった。守備隊の損害も軽く、シュトラールズントは引き続きスウェーデン領ポメラニアの重要な要塞であり続けた。ザクセン、ロシアとデンマークの連合軍はこの後、シュレースヴィヒとホルシュタインで戦う。1713年、ステンボック伯爵元帥は指揮下の全軍とともにテンニングで降伏を強いられる。ザクセン軍とロシア軍はポメラニアに戻り、6月中旬にはシュトラールズント近郊の元の封鎖線で配置に就いた。同地の要塞は、1713年6月中旬から8月上旬にかけて3回目の攻囲を受ける。
10月6日、プロイセンの仲介によってシュヴェート条約が発効した。これによってスウェーデン領ポメラニアは、プロイセンに差し押さえられる。そしてロシアとザクセンはスウェーデンから攻撃を受けた場合、賠償金を受け取ることとされた。

## 歴史上の特筆事項
シュトラールズント攻囲戦の間、ロシア兵は聖霊修道院及び聖ユルゲン修道院で正教会の様式に基づいたミサの実施を許可されている。

## 文献
- Knut Lundblad: Geschichte Karl des Zwölften, Königs von Schweden, Band 2. Hamburg 1840
- マティアス・アッシェ（ドイツ語版）: Krieg, Militär und Migration in der Frühen Neuzeit. Verlag Dr. W. Hopf, Berlin 2008
- ヨハネス・アントン・ララス（ドイツ語版）: Geschichte des Königlich Sächsischen 6. Infanterie-Regiments Nr 105 und seine Vorgeschichte 1701 bis 1887. Druck: H. L. Kayser, Strassburg i. E. 1887.
- Martin Meier: Vorpommern nördlich der Peene unter dänischer Verwaltung 1715 bis 1721. Oldenbourg Wissenschaftsverlag, 2008, ISBN 978-3-486-58285-7